# Alfred Kosing
Alfred Kosing (* 15. Dezember 1928 in Wolfsdorf, Ostpreußen; † 21. Oktober 2020 in Alanya, Türkei) war ein deutscher marxistischer Philosoph.

## Leben
In den Jahren 1944/45 nahm Kosing als Marinehelfer und ab April 1945 als Soldat am Zweiten Weltkrieg teil. Von 1945 bis 1947 absolvierte er eine Maurerlehre in Blankenburg (Harz).
Der SED trat er 1946 bei. Nach dem Abitur 1948 an der Arbeiter-und-Bauern-Fakultät (ABF) der Martin-Luther-Universität Halle-Wittenberg studierte er bis 1951 Geschichte und Philosophie an der Martin-Luther-Universität und der Humboldt-Universität zu Berlin. Von 1950 bis 1953 war er am Institut für Philosophie der Humboldt-Universität Assistent und Lehrbeauftragter. 1953 bis 1961 war er als Dozent für Dialektischen und Historischen Materialismus und von 1962 bis 1964 als Professor mit Lehrauftrag am Lehrstuhl für Philosophie des Instituts für Gesellschaftswissenschaften beim Zentralkomitee der SED (IfG) in Berlin tätig.
Kosing wurde 1960 mit der Arbeit „Über das Wesen der marxistisch-leninistischen Erkenntnistheorie“ am IfG promoviert und habilitierte sich 1964 über „Die Theorie der Nation und die nationale Frage in Deutschland“ an der Karl-Marx-Universität Leipzig. An der dortigen philosophischen Fakultät war er 1964 bis 1969 Professor und Direktor des Instituts für Philosophie.
1969 wechselte er zurück an das Institut für Gesellschaftswissenschaften beim ZK der SED (ab 1976 Akademie für Gesellschaftswissenschaften (AfG)) in Berlin, wo er bis 1990 als Professor für Dialektischen und Historischen Materialismus tätig war. Ab Juni 1990 wurde Kosing nach Auflösung der AfG auf eigenen Antrag in den Ruhestand versetzt, er lebte in der Türkei und war publizistisch tätig.
Kosing arbeitete und veröffentlichte u. a. über marxistisch-leninistische Erkenntnistheorie und Wissenschaftstheorie. Seit 1971 war er ordentliches Mitglied der Akademie der Wissenschaften der DDR. 1975 erhielt er den Nationalpreis der DDR II. Klasse für Wissenschaft und Technik. Von 1973 bis 1993 war er Mitglied des Institut International de Philosophie und von 1978 bis 1990 Präsidiumsmitglied der Urania der DDR.
1983 wurde er auf dem Weltkongress der Philosophen zum Vizepräsidenten der Fédération Internationale des Sociétés de Philosophie gewählt.
Kosing starb am 21. Oktober 2020 an seinem Wohnort in der Türkei.

## Schriften
- Leitartikel der Redaktion (Wolfgang Harich, Matthäus Klein, Alfred Kosing): Über die Lage und die Aufgaben der Philosophie in der DDR. In: Deutsche Zeitschrift für Philosophie. Bd. 4 (1956), H. 1, S. 5–34.
- Die nationale Lebensfrage des deutschen Volkes. Berlin 1962.
- Mit Manfred Buhr: Kleines Wörterbuch der Marxistisch-Leninistischen Philosophie. Dietz Berlin, 1966 bis 1984 DNB 456222871
- Marxistische Philosophie. Lehrbuch. Berlin 1967.
- Nation in Geschichte und Gegenwart. Berlin 1976.
- Sozialismus und Umwelt. Berlin 1988.
- La crise du Marxisme et du Stalinisme. In: Les Études philosophiques. 1992, H. 1, S. 21–40.
- Innenansichten als Zeitzeugnisse: Philosophie und Politik in der DDR. Erinnerungen und Reflexionen. Verlag am Park in der Edition Ost, Berlin 2008, ISBN 978-3-89793-178-7.
- Im Schatten des Kreuzes: Der Einfluss der Kirche auf Staat und Gesellschaft. Verlag am Park in der Edition Ost, Berlin 2010, ISBN 978-3-89793-253-1.
- Marxistisches Wörterbuch der Philosophie. Verlag am Park in der Edition Ost, Berlin 2015, ISBN 978-3-945187-15-9.
- "Stalinismus". Untersuchung von Ursprung, Wesen und Wirkungen. Verlag am Park, Berlin 2016, ISBN 978-3-945187-64-7.
- Aufstieg und Untergang des realen Sozialismus. Zum 100. Jahrestag der Oktoberrevolution. Verlag am Park in der Edition Ost, Berlin 2017, ISBN 978-3-947094-04-2.
- Epochen und Epochenwechsel in der neueren Geschichte, Verlag am Park, Berlin 2018, ISBN 978-3-947094-16-5.